# Kamenná Poruba (Žilina)
Kamenná Poruba (em húngaro: Kővágás) é um município da Eslováquia, situado no distrito de Žilina, na região de Žilina. Tem 14,18 km² de área e sua população em 2018 foi estimada em 1.844 habitantes.

## Demografia
| Ano:        | 1994 | 2004   | 2014   | 2024   |
| ----------- | ---- | ------ | ------ | ------ |
| Broj ljudi: | 1685 | 1815   | 1857   | 1852   |
| Razlika:    |      | +7,71% | +2,31% | -0,26% |

| Ano:               | 2023 | 2024   |
| ------------------ | ---- | ------ |
| Número de pessoas: | 1860 | 1852   |
| Diferença:         |      | -0,43% |